# 帕拉納伊巴
19°40′37″S 51°11′27″W / 19.67694°S 51.19083°W

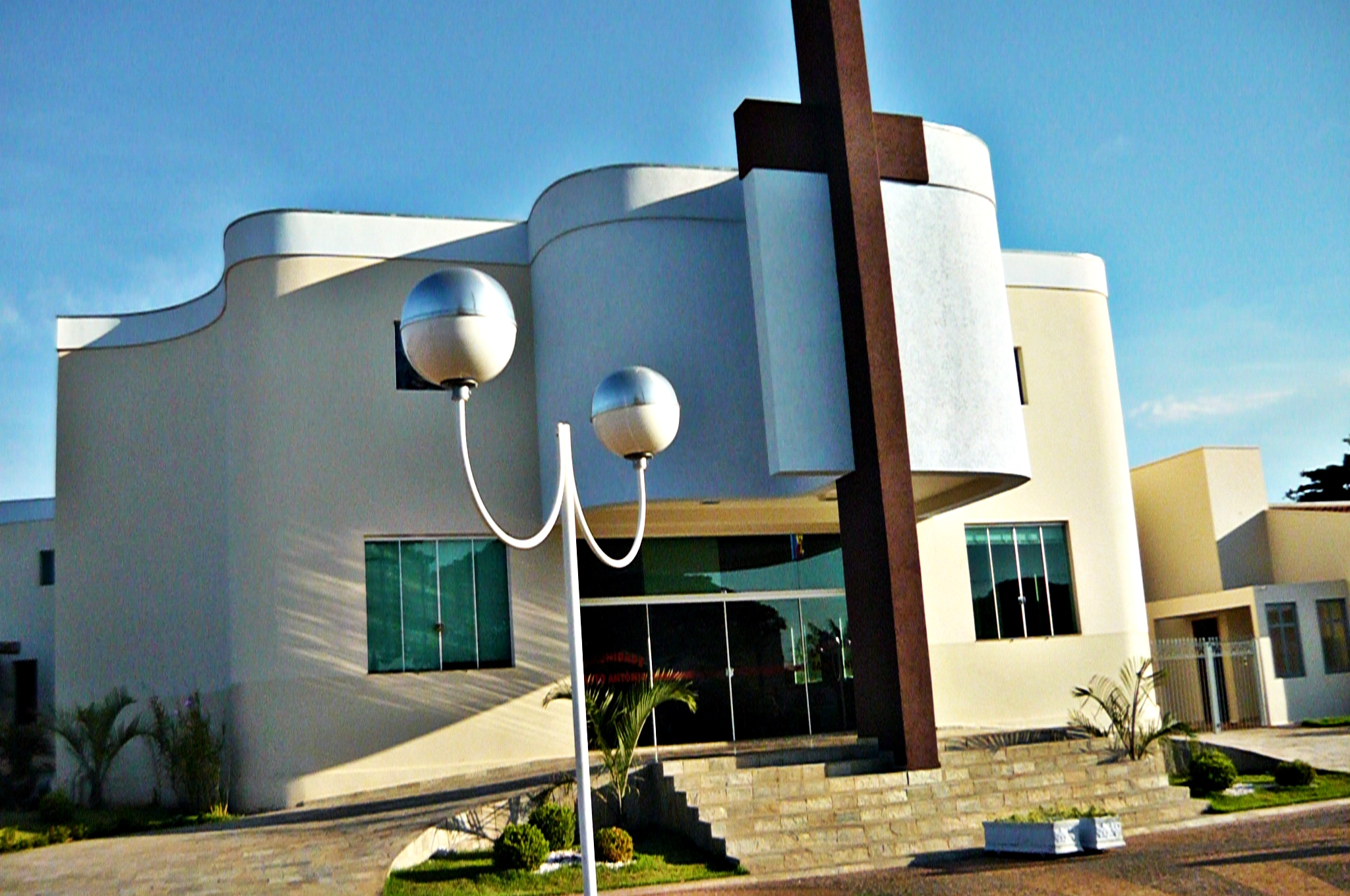
帕拉納伊巴

帕拉納伊巴（葡萄牙語：Paranaíba），是巴西的城鎮，位於該國西部，由南馬托格羅索州負責管轄，始建於1838年4月19日，面積5,403平方公里，海拔高度374米，2008年人口40,118，人口密度每平方公里7.16人。